# Essential PH-1
Le smartphone Essential PH-1 est une phablette haut de gamme du constructeur Essential Products,. La société a été créée par un co-créateurs d'Android et ancien directeur général de Google Robotics, Andy Rubin.

## Historique
Le PH-1 était initialement attendu pour juin 2017.

## Caractéristiques

### Écran
La dalle, d’un ratio de 19:10, affiche une définition QHD (Quad High Definition) de 2 560 x 1 312 pixels. Elle n’utilise pas la technologie OLED, mais CGS/LTPS, un dérivé du classique LCD/IPS. Le contraste et la luminosité annoncés sont respectivement de 1 000:1 et 500 cd/m².
L'écran est en verre de type Corning Gorilla Glass 5.
L'Essential PH-1 est le premier smartphone à utiliser une encoche.

### SoC
Le SoC est le modèle Qualcomm MSM8998 Snapdragon 835 cadencé à 2,45 GHz, couplé à 4 Go de RAM LPDDR4, il dispose d'un espace de stockage de 128 Go, dont 115 Go sont accessibles à l'utilisateur. Il n'y a pas de possibilité d’extension par carte microSD,,.

### CPU/GPU
Le CPU est le modèle Kryo 280 Octa-core (4x2.45 GHz Kryo & 4x1.9 GHz Kryo) et le GPU est un Qualcomm Adreno 540 à 710 MHz, 64 bit,,.

### Photographie
C’est un double capteur couleur/monochrome de 13 mégapixels qui a été choisi, en façade il dispose d'un modèle de 8 mégapixels.

### Batterie
La batterie est de type Lithium-polymère (Li-Pol), non amovible.

## Evaluation

### Capacité à être réparé

#### Démontage
L'équipe d’iFixit, qui évalue l'indice de réparabilité des objets, a attribué la pire note possible au PH-1, notamment à cause de l'impossibilité de démonter l'écran sans le casser.

#### Batterie
La batterie n'est pas amovible.